# Época de Oro del cine venezolano
La Época de Oro del cine venezolano hace referencia al periodo de mayor auge y reconocimiento de la cinematografía en Venezuela, generalmente ubicado entre las décadas de 1970 y 1980. Durante este tiempo, el cine venezolano experimentó un crecimiento significativo en producción, calidad y proyección internacional, gracias a factores como el apoyo estatal, la formación de cineastas y la consolidación de un lenguaje cinematográfico propio.
La Época de Oro del cine venezolano comienza en 1973, con la película Cuando quiero llorar no lloro, dirigida por Mauricio Walerstein y basada en la novela de Miguel Otero Silva, que logró un éxito sin precedentes en taquilla, lo que inició un boom del llamado Nuevo Cine Venezolano, una corriente estética muy influyente y cuyos máximos exponentes serían, además de Walerstein, Román Chalbaud, Clemente de la Cerda, Solveig Hoogesteijn, Alfredo J. Anzola, entre otros.

## Contexto histórico

### Antecedentes (1950-1972)
La cinematografía venezolana de mediados del siglo XX se encontraba en una etapa de crecimiento, con producciones esporádicas y una fuerte influencia de la industria extranjera. En esta época encontramos producciones importantes, como La escalinata (1950) de César Enriquez, La Balandra Isabel llegó esta tarde (1950) de Carlos Hugo Christensen, Yo quiero una mujer así (1950) de Juan Carlos Thorry, Reverón (1952) de Margot Benacerraf, Territorio verde (1952) de Ariel Severino y Horacio Peterson, Luz en el páramo (1953) de Víctor Urruchúa, Caín adolescente (1959), la primera cinta del cineasta Román Chalbaud, o Araya (1959) de Margot Benacerraf, cinta con la que logra el Premio de la Crítica en el marco del Festival de Cannes (compartido con Hiroshima mon Amour de Alain Resnais), el mayor reconocimiento obtenido por una película venezolana hasta el momento.En la década de los 60 encontramos películas como Cuentos para mayores (1963) de Román Chalbaud, Isla de sal (1964) de Clemente de la Cerda, o Simón Bolívar (1969) de Alessandro Blasetti. Estas películas representan los primeros esfuerzos por establecer una industria cinematográfica nacional sólida.
En la antología World Cinema: Critical Approaches, se señala que, si bien "el cine venezolano comenzó de manera esporádica en la década de 1950, solo emergió como un movimiento cultural-nacional a mediados de la década de 1970", cuando recibió apoyo estatal y los autores pudieron producir obras.Las coproducciones internacionales con América Latina y España continuaron en esta era y más allá, y las películas venezolanas de este tiempo fueron contadas entre las obras del Nuevo Cine Latinoamericano.
Sin embargo, antes del auge del cine venezolano en los años 70 y 80, se produjeron eventos clave que marcaron el desarrollo del sector cinematográfico en el país. La creación de la Cinemateca Nacional de Venezuela en 1966 por Margot Benacerraf fue fundamental, ya que sirvió como un espacio de formación e intercambio para futuros cineastas. Otro evento clave fue la creación del Departamento de Cine de la Universidad de los Andes. En 1968 ocurre la Primera Muestra de Cine Documental Latinoamericano, en Mérida, Venezuela, que daría nacimiento luego al Departamento de Cine, el cual impulsó el surgimiento de un nuevo cine experimental y documental en Venezuela. Cineastas como Donald Myerston, Ugo Ulive, Mario Handler, Edmundo Aray, Freddy Siso y Alfredo J. Anzola emergieron de este entorno académico, explorando nuevas formas narrativas y temáticas que influirían en la cinematografía venezolana de las décadas posteriores. Esto permitió el surgimiento de un nuevo cine con temáticas sociales, políticas y culturales que reflejaban la realidad del país.

### Surgimiento (1973-1979)

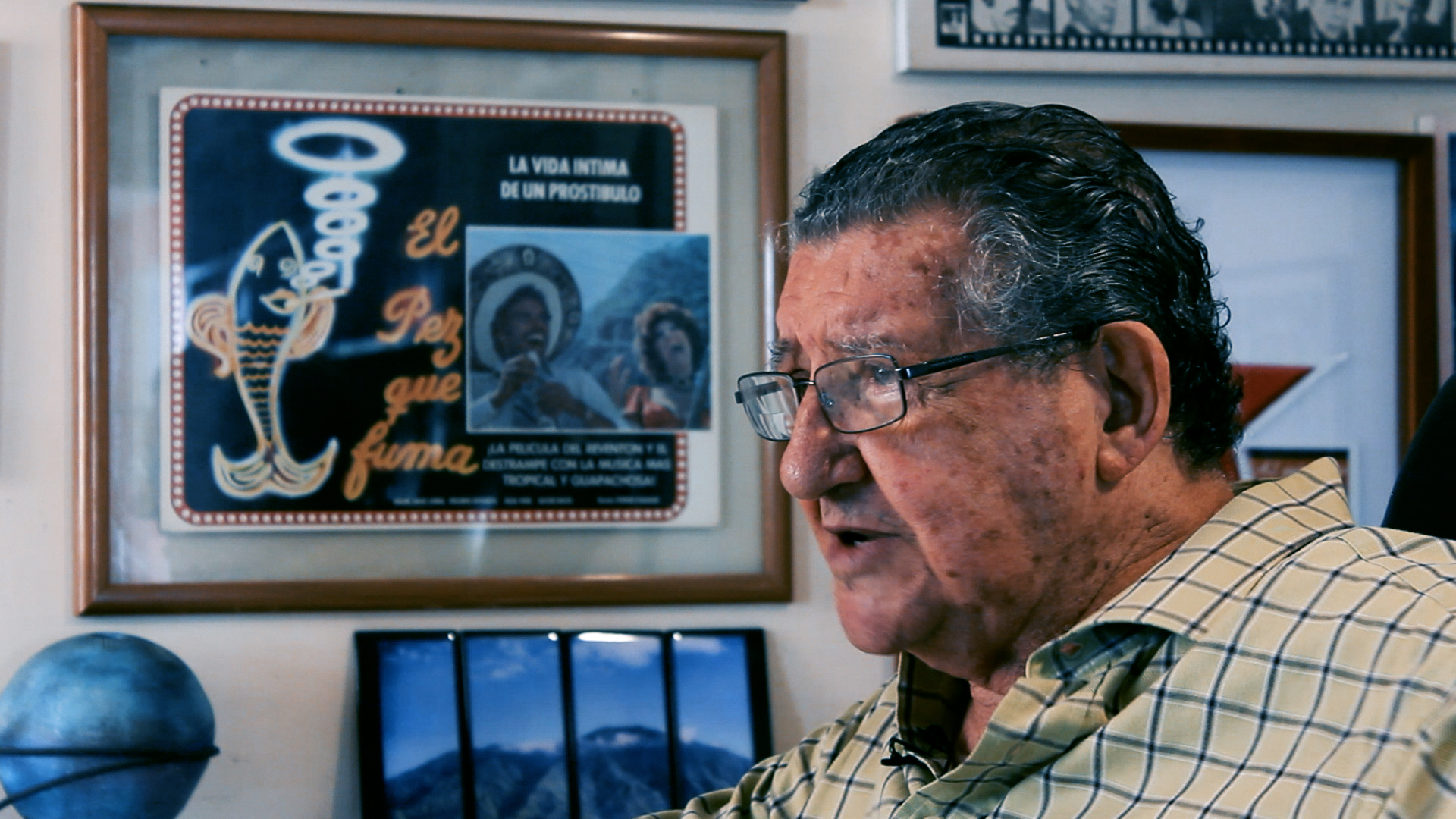
Román Chalbaud, director de cine y figura emblemática de la Época de Oro.

Desde la finales de la década de los 50 y los 60, autores como Román Chalbaud y Clemente de la Cerda venían consolidando una obra cinematográfica de autor, con películas como Caín adolescente (1959), Isla de sal (1964) y Cuentos para mayores (1963). En la década de los 70, cineastas como Mauricio Walerstein, Franco Rubartelli, Jorge Sanjinés, Alberto Monteagudo, Manuel de Pedro, Pablo de la Barra, Joaquín Cortés, Santiago San Miguel y Félix Nakamura emigraron a Venezuela, contribuyendo también al auge del cine nacional.
En 1973, la película Cuando quiero llorar, no lloro dirigida por Mauricio Walerstein, basada en la novela de Miguel Otero Silva, logra un éxito de taquilla sin precedentes. Al año siguiente La quema de Judas de Román Chalbaud obtiene gran éxito de la crítica y de taquilla. En el año 1975 se siguieron producciones como Sagrado y obsceno de Román Chalbaud y La bomba de Julio César Mármol.
En 1976 se estrena una de las películas venezolanas más famosas, incluso hasta la fecha, Soy un delincuente (1976), de Clemente de la Cerda, que resultó ganadora el Premio Especial del Jurado en el Festival Internacional de Cine de Locarno de 1977. Soy un delincuente fue una de las nueve películas para las que el estado otorgó una financiación sustancial, realizada un año después de que el estado venezolano comenzara a financiar el cine en 1975. El apoyo  provino del aumento de la riqueza petrolera a principios de la década de 1970 y de la posterior política de incentivos crediticios de 1973. En el momento de su producción, la película era la más taquillera del país, y tardó una década en ser desbancada de esta posición.
En 1977 se estrena El pez que fuma de Román Chalbaud, considerada  como la mejor película venezolana de todos los tiempos por la encuesta de 1987 de la revista 'Imagen'y en 2016 por la Cinemateca Nacional.Forma parte de una de las 15 películas consideradas patrimonio cinematográfico de Venezuela por la UNESCO, e incluida en el Programa Memoria del Mundo.
Otras películas importantes de los 70 son: Los muertos sí salen (1976) de Alfredo Lugo, Se solicita Muchacha de buena presencia y Motorizado con moto propia (1977) de Alfredo J. Anzola, El cine soy yo (1977) de Luis Armando Roche, La empresa perdona un momento de locura (1978) de Mauricio Walerstein, y País portátil (1979) de Iván Feo y Antonio Llerandi.

### Consolidación (1980-1989)

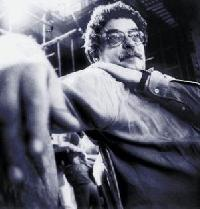
El dramaturgo y guionista venezolano José Ignacio Cabrujas.

En la década de los 80 se producirían varias de las películas venezolana más taquilleras, entre ellas Homicidio culposo (1984), de César Bolívar, con 1,3 millones de entradas vendidas, y Macu, la mujer del policía (1987), de Solveig Hoogesteijn con 1,1 millones. La producción cinematográfica alcanzó su punto máximo en 1984-5, y 1986 fue considerado por el estado como el año más exitoso del cine venezolano, gracias a más de 4 millones de entradas para películas nacionales.
Otros hitos importantes son Oriana (1985) de Fina Torres, que obtiene el premio Caméra d'Or en el Festival de Cine de Cannes, y La boda (1982) de Thaelman Urgelles que obtiene el Premio Especial del Jurado en el Festival Internacional de Cine de Locarno.
Las principales características del cine venezolano en este período incluyen: Un fuerte compromiso con la crítica social y política, abordando temáticas como la desigualdad, la corrupción y la marginalidad; la incorporación de narrativas realistas y elementos del cine de denuncia; y el desarrollo de un lenguaje cinematográfico propio, influenciado por el neorrealismo italiano y el cine latinoamericano de la época. Estas obras abordaron temas como la violencia urbana, la represión política y la condición de la mujer, consolidando una identidad cinematográfica nacional. 
El cine venezolano alcanzó una gran notoriedad en festivales internacionales durante esta etapa, obteniendo reconocimientos en eventos como el Festival de Berlín, el Festival de La Habana y el de San Sebastián. 

### Declive y legado
A finales de la década de 1980 y principios de la de 1990, la crisis económica y la disminución del apoyo estatal provocaron una merma en la producción cinematográfica. A pesar de su declive, la Época de Oro del cine venezolano dejó un importante legado que influyó en generaciones posteriores de cineastas. Directores como Mariana Rondón, Lorenzo Vigas y Marcel Rasquin han reconocido la influencia de este período en sus obras. Asimismo, el resurgimiento de la cinematografía venezolana en los años 2000 y 2010 ha rescatado elementos de esta etapa dorada.

## Películas emblemáticas
Entre las películas más representativas de la Época de Oro del cine venezolano se encuentran:
- Cuando quiero llorar no lloro (1973), de Mauricio Walerstein
- La quema de Judas (1974), de Román Chalbaud
- Soy un delincuente (1976), de Clemente de la Cerda
- Compañero Augusto (1976), de Enver Cordido
- Canción mansa para un pueblo bravo (1976) de Giancarlo Carrer
- El pez que fuma (1977), de Román Chalbaud
- Se solicita muchacha de buena presencia y motorizado con moto propia (1977) de Alfredo J. Anzola
- Adiós, Alicia (1977) de Santiago San Miguel
- La empresa perdona un momento de locura (1978), de Mauricio Walerstein
- País portátil (1979), de Iván Feo y Antonio Llerandi
- Bolívar, sinfonía tropikal (1979), de Diego Rísquez
- Cangrejo (1982), de Román Chalbaud
- Domingo de resurrección (1982), de César Bolívar
- Homicidio culposo (1984), de César Bolívar
- La casa de agua (1984), de Jacobo Penzo
- Adiós, Miami (1984), de Antonio Llerandi
- Macho y hembra (1984) de Mauricio Walerstein.
- Orinoko, nuevo mundo (1984), de Diego Rísquez
- Oriana (1985), de Fina Torres
- Pequeña revancha (1985), de Olegario Barrera
- Macu, la mujer del policía (1987), de Solveig Hoogesteijn
- La oveja negra (1987) de Román Chalbaud
- Aventurera (1988) de Pablo de la Barra

## Figuras importantes

### Actores
- Hilda Vera
- Miguel Ángel Landa
- Orlando Urdaneta
- Asdrúbal Meléndez
- Haydée Balza
- Chelo Rodríguez
- Doris Wells
- Elba Escobar
- Rafael Briceño
- Gustavo Rodríguez
- Víctor Cuica
- Cherry Núñez
- Fausto Verdial
- Simón Díaz
- Domingo Del Castillo
- Balmore Moreno
- Julio Mota
- Toco Gómez
- Alejo Felipe
- Julie Restifo
- Kiko Mendive
- Joselo
- Franklin Virgüez
- Alicia Plaza
- Virginia Urdaneta
- Mimí Lazo
- Tatiana Capote
- Iván Feo
- Eva Blanco
- Carlos Montilla
- Orlando Zarramera
- Chony Fuentes
- Daniel Alvarado
- Luis Salazar
- Rolando Peña
- Marialejandra Martin
- Jean Carlo Simancas
- Javier Vidal
- Eva Mondolfi
- Napoleón Deffit
- Tania Sarabia
- Pedro Lander
- Yanis Chimaras
- Guillermo Dávila
- Arturo Calderón
- Tito Aponte
- Claudio Brook
- María Teresa Acosta

### Directores
- Román Chalbaud
- Mauricio Walerstein
- Clemente de la Cerda
- Iván Feo
- Antonio Llerandi
- César Bolívar
- Jacobo Penzo
- Fina Torres
- Olegario Barrera
- Solveig Hoogesteijn
- Pablo de la Barra
- Manuel de Pedro
- Alfredo Lugo
- Luis Armando Roche
- Alfredo J. Anzola
- Carlos Azpúrua
- Thaelman Urgelles
- Diego Rísquez
- Andrés Agustí
- Edmundo Aray
- Joaquín Cortés
- César Cortéz
- María de Lourdes Carbonell
- Santiago San Miguel
- Freddy Siso
- Jesús Enrique Guédez
- Giancarlo Carrer
- Daniel Oropeza
- Mario Mitrotti
- Franco Rubartelli
- Javier Blanco
- José Alcalde
- Marilda Vera
- Atahualpa Lichy
- Carlos Oteyza
- Michael New
- Luis Correa
- Enver Cordido
- Oscar Molinari
- Philippe Toledano
- Eduardo Barberena
- John Dickinson
- Rolando Peña
- Ángel Hurtado

### Guionistas
- José Ignacio Cabrujas
- Isaac Chocrón
- Ednodio Quintero
- Román Chalbaud
- Luis Correa
- Mauricio Walerstein
- Santiago San Miguel
- Rodolfo Santana
- Edmundo Aray

### Compositores
- Miguel Ángel Fuster
- Vytas Brenner
- Federico Ruíz
- Juan Carlos Núñez
- Maurice Reyna
- Alejandro Blanco Uribe
- Chuchito Sanoja